# سوزان خان
سوزان خان با نام قبلی سوزان روشن (زاده ۲۶ اکتبر ۱۹۷۵)، طرّاح داخلی و طرّاح مد اهل هند است. او همسر سابق ریتیک روشن، فرزند سنجای خان و خواهر زاید خان، بازیگران بالیوود است.

## آغاز زندگی
سوزان خان در ۲۶ اکتبر ۱۹۷۸ در بمبئی زاده شد. او سومین فرزند سنجای خان و زرین کترک خان است. خانواده‌ای با سبقه‌ای برجسته از هنرمندان سینما و طرّاحان مد، از جمله پدرش، سنجای خان، که بازیگر برجستهٔ در دههٔ ۱۹۸۰ بود. مادرش زرین کترک هم بازیگر و طرّاح داخلی است. پدرش از تبار مختلط افغان و ایرانی است و مادرش هم از پارسیان هند است. او ۲ خواهر بزرگتر و یک برادر کوچکتر دارد. برادر کوچکتر او زاید خان نیز بازیگر بالیوود است. فرح خان علی بزرگترین خواهر خانواده طراح جواهرات است و خواهر دوم، سیمون خان، طرّاح داخلی است. سوزان خواهرزادهٔ فیروز خان بازیگر و اکبر خان کارگردان و دختر عموی بازیگر بالیوود، فردین خان است.

## فعالیت حرفه‌ای
خان پس از اخذ مدرک کاردانی هنر در رشتهٔ طرّاحی داخلی در سال ۱۹۹۵ از کالج بروکس در ایالات متحده آمریکا، با پیروی از مادرش که خود نیز در دوران فعالیت حرفه ای اش طراح داخلی شناخته شده‌ای بود، کار خود را به عنوان طرّاح داخلی در سال ۱۹۹۶ آغاز کرد.
در سال ۲۰۱۱، او با همکارش، گوری خان، طرّاح داخلی و تهیه‌کننده مشهور فیلم، برای راه‌اندازی و معرفی بنیاد چارکل پراجکت در بمبئی، که اولین فروشگاه طرّاحی داخلی و مد در هند است، همکاری کرد. چارکل پراجکت نیز به عنوان محبوب‌ترین فروشگاه طراحی داخلی در هند در شناخته شده‌است.
او برای The Label Life، شرکت تجارت الکترونیک تأسیس شده در سال ۲۰۱۲، در زمینهٔ سبک زندگی و مد کار می‌کرد. او به عنوان نخستین طرّاح مد داخلی برای این شرکت استخدام شده بود. در سال ۲۰۱۴، او شعبهٔ رسمی کمپس آکادمی پرل را در بمبئی راه انداخت و با دادنِ کمک هزینه‌های تحصیلی از دانشجویان آکادمی حمایت کرد.

## زندگی شخصی

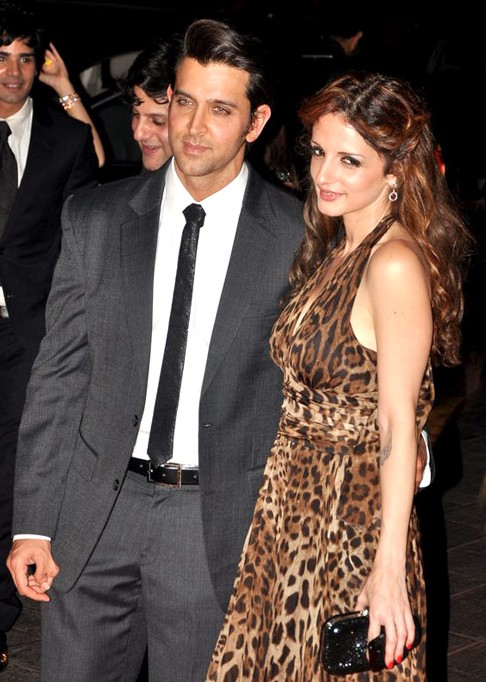
خان با همسر سابقش ریتیک روشن

خان در سال ۲۰۰۰ پس از چهار سال رابطه، با ریتیک روشن، بازیگر بالیوود، در یک مراسم ازدواج در بانگالور ازدواج کرد با وجود تفاوت مذهب این دو، روشن هندو است و خان مسلمان، روشن اعلام کرد که به مذهب همسرش احترام می‌گذارد. این زوج صاحب دو فرزند پسر شدند. پسر بزرگتر آن‌ها، ریهان در سال ۲۰۰۶ و پسر کوچکترشان، ریدان، در سال ۲۰۰۸ زاده شدند. این زوج در سال دسامبر ۲۰۱۳ به رابطهٔ ۱۳ ساله خود پایان دادند و یک سال بعد، در نوامبر ۲۰۱۴ از هم رسماً طلاق گرفتند. این زوج اعلام کردند که با توافق و دوستانه از هم جدا شده‌اند. و همچنان آنها دوستان صمیمی یکدیگر باقی مانند به طوری که در طول سال ۲۰۲۰ همراه با پسرانشان در دوران قرنطینهٔ حاصل از دنیاگیری کووید-۱۹ را با هم سپری کردند. 
او در دستگیری کلاب دراگون فلای در دسامبر ۲۰۲۰ شرکت داشت، گزارش شد که در این حادثه تعداد زیادی از افراد مشهور هندی در جشنی در این کلاب محدودیت‌های مربوط به کووید-۱۹ را زیرپا گذاشته بودند که ۳۴ نفر از جمله سوزان خان دستگیر شدند. او بعداً در اینستاگرام خود نوشت که برای حضور در جشن تولد دوستش در این مراسم حضور پیدا کرده‌است و ساعت ۲:۳۰ صبح مأموران وارد کلاب شده، از مهمانان خواسته‌اند چند ساعتی آنجا را ترک نکنند و دستگیری‌ای در کار نبوده‌است.